# Flecha Valona 1944
La Flecha Valona 1944 se disputó el 14 de mayo de 1944, y supuso la edición número 8 de la carrera. El ganador fue el belga Marcel Kint. Sus compatriotas Alberic Schotte y Marcel Quertinmont fueron segundo y tercero respectivamente. De esta manera, Kint sería el primer ciclista que conseguiría repetir la victoria en esta carrera.  

## Clasificación final
| Pos. | Ciclista            | Equipo             | Tiempo   |
| ---- | ------------------- | ------------------ | -------- |
| 1    | Marcel Kint         | Mercier-Hutchinson | 6h11'00" |
| 2    | Alberic Schotte     | Helyett            | s.t.     |
| 3    | Marcel Quertinmont  | A.Trialux-Wolber   | s.t.     |
| 4    | Jules Lowie         | Mercier-Hutchinson | s.t.     |
| 5    | Charles Terryn      | Metròpole-Dunlop   | a 2'58"  |
| 6    | Petrus Vanderrusten | -                  | a 8'04"  |
| 7    | Marcel Lavaux       | -                  | s.t.     |
| 8    | Albert Dubuisson    | A.Trialoux-Wolber  | a 9'12"  |
| 9    | Denis Van Dijck     | Alcyon-Dunlop      | s.t.     |
| 10   | Jean Claessens      | -                  | s.t.     |